# Mikołaj Buczyński
Mikołaj Buczyński herbu Strzemię – regent grodzki piotrkowski w 1784 roku.
Mecenas pierwszej klasy Trybunału Głównego Koronnego w Piotrkowie w 1786 roku.
W 1788 roku nabył Pytowice i Słostowice.